# Robert Wangila
Robert Napunyi Wangila (ur. 3 września 1967 w Nairobi, zm. 24 lipca 1994 w Las Vegas) – kenijski bokser. Mistrz olimpijski z 1988 roku w wadze półśredniej. W 1989 roku przeszedł na zawodowstwo. Zmarł w 1994 roku wskutek obrażeń mózgu doznanych w walce z Davidem Gonzalezem.

## Kariera sportowa

### Boks amatorski
W 1987 roku zdobył złoty medal w wadze półśredniej (67 kg) na igrzyskach afrykańskich w Nairobi. Rok później w Seulu osiągnął największy sukces w karierze, zostając mistrzem olimpijskim. W finale znokautował Francuza Laurenta Boudouaniego. Tym samym został pierwszym afrykańskim złotym medalistą olimpijskim w boksie. Po igrzyskach przeszedł na zawodowstwo. Bilans walk amatorskich: 175-5 (w tym 165 zwycięstw przed czasem).

### Boks zawodowy
Będąc mistrzem olimpijskim i mając reputację boksera dysponującego niezwykle silnym, nokautującym ciosem, był uznawany za jednego z najlepiej rokujących debiutantów w wadze półśredniej od wielu lat. Pierwszą walkę na zawodowym ringu zanotował 24 lutego 1989 roku. W ciągu szesnastu miesięcy stoczył 12 pojedynków, wszystkie wygrywając, w tym 8 przed czasem.
W lipcu 1990 roku w swojej 13. walce został niespodziewanie znokautowany przez relatywnie mało znanego Erica Hernandeza (ówczesny bilans 14-3-0). Porażka ta spowodowała, że rozważał nawet zakończenie kariery. Jednak już trzy miesiące później ponownie walczył. W kolejnych ośmiu walkach zmierzył się z przeciętnymi rywalami, 7 z nich znokautował. W grudniu 1991 roku zmierzył się z doświadczonym Buckiem Smithem (91-2-2). Amerykanin pokonał go przez techniczny nokaut na początku drugiej rundy. Niecałe cztery miesiące później Wangila ponownie uległ przez TKO, tym razem Williamowi Hernandezowi (9-4-1). Spowodowało to przerwanie jego kariery na ponad 15 miesięcy. Po powrocie stoczył 4 walki, w tym jedną przegraną ponownie przed czasem.
W piątkowy wieczór 22 lipca 1994 roku w Las Vegas zmierzył się z Davidem Gonzalezem (38-3-1), późniejszym pretendentem do mistrzostwa świata WBC. Gonzalez wygrał przez techniczny nokaut w 9. rundzie. Wangila był przytomny; lekarz ringowy nie zdiagnozował żadnego urazu. Mimo to 30 minut później Kenijczyk zaczął wymiotować, po czym stracił przytomność w szatni. Przewieziono go do University Medical Center, gdzie w sobotę przeprowadzono operację, która wykryła wielki zakrzep na prawej półkuli mózgu pięściarza. Wangila zmarł następnego dnia o 10.30 rano.